# Pinamalayan
Pinamalayan é um município de  primeira classe de renda municipal (d) na província Oriental Mindoro, nas Filipinas. De acordo com o censo de 1 de maio  de  2020 possui uma população de 90 383 pessoas e 21 322 domicílios.